# David City
David City é uma cidade localizada no estado americano de Nebraska, no Condado de Butler.

## Demografia
Segundo o censo americano de 2000, a sua população era de 2597 habitantes.
Em 2006, foi estimada uma população de 2529, um decréscimo de 68 (-2.6%).

## Geografia
De acordo com o United States Census Bureau, a localidade tem uma área de 3,9 km², sem área coberta por água.

## Localidades na vizinhança
O diagrama seguinte representa as localidades num raio de 16 km ao redor de David City.